# Хассан Ель Факірі
Хассан Ель Факірі (араб. حسن الفكيري‎ / норв. Espen Johnsen, нар. 18 квітня 1977, Темсман, Марокко) — норвезький футболіст та тренер марокканського походження, виступав на позиції правого захисника та опорного півзахисника.

## Клубна кар'єра

### Початок кар'єри в «Люні»
Вихованець столичного «Люна». У першому дивізіоні Норвегії дебютував 28 травня 1995 року в переможному (2:0) поєдинку проти «Скейда», в якому замінив Тома Буера. Дебютним голом за команду відзначився 25 червня в переможному (3:1) поєдинку проти «Одд». У наступному чемпіонаті допоміг команді вибороти путівку до Елітесеріен. У вищому дивізіоні чемпіонату Норвегії дебютував 13 квітня 1997 року в програному (1:2) домашньому поєдинку проти «Конгсвінгера». 14 вересня того ж року забив свій перший м'яч в еліті норвезького футболу, в переможному (2:0) поєдинку проти «Скейда».

### Нетривале перебування у «Брані» та перехід у «Монако»
Після п'яти зіграних сезонів у «Люні» (Осло), перейшов до «Бранна». У футболці нового клубу дебютував 9 квітня 2000 року, вийшовши у стартовому складі в переможному (4:1) поєдинку проти «Вікінга». 16 квітня відзначився дебютним голом за «Бранн» у нічийному (4:4) поєдинку проти «Русенборга». У чемпіонаті Норвегії зіграв 9 матчів та відзначився 2-ма голами, після чого перейшов до «Монако».
Однак монегаски спочатку віддали Хассана в оренду до «Люна» (Осло), а потім — «Русенборгу». У складі останнього з вище вказаних клубів дебютував 26 серпня 2001 року, замінивши Роара Странда в переможному (5:2) виїзному поєдинку проти «Стремсгодсета». У «Русенборзі» сподівалися, що Ель Факірі зможе стати заміною Бенту Скаммельсруду. 17 жовтня того ж року став головним героєм вдалого матчу проти «Ювентуса», але через травму в перерві поєдинку йому довелося покинути поле, а згодом і зробити операцію. Залишався в команді до середини чемпіонату 2002 року.
Після цього повернувся до «Монако». У Лізі 1 дебютував 11 вересня 2002 року, замінивши на останніх хвилинах Марсело Гальярдо в переможному (2:1) поєдинку проти «Нанта». У наступному сезоні допоміг монегаскам дійти у до фіналу Ліги чемпіонів 2003/04, в якому вони програли «Порту»; Ель Факірі залишався на лавці запасних протягом усього матчу.

### «Боруссія» (Менхенгладбах)
Після цього норвежець залишив Францію, щоб укласти угоду з німецькою «Борусією» (Менхенгладбах). Дебютував у новый команды 13 серпня 2005 року, замынивши Вацлава Свєркоша в нічийному (1:1) домашньому поєдинку проти «Вольфсбурга». 22 жовтня того ж року відзначився своїм єдиним голом, у переможному (4:1) поєдинку проти «Кайзерслаутерна». У своєму першому сезоні за «Борусію» провів 31 матч. Наступного сезону грав рідше (18 поєдинків), до того ж менхенгладбахці не змогли уникнути пониження в класі.

### Повернення в «Бранн»
Після вильоту клубу з Бундесліги Ель Факірі зхалишився без клубу. 25 липня уклав угоду з «Бранном», повернувшись до команди після семирічної перерви. У своїму дебютном після повернення сезоні допоміг команді виграти Тіппелігу. У 2008 році уродженець Марокко продемонстрував один із найкращих сезонів, тоді як у 2009 році його тренер Стейнар Нільсен перевів Хассана на позицію правого захисника. Того ж сезону Ель Факірі продовжив угоду з клубом ще на три роки. 13 жовтня 2014 року керівництво «Бранна» оголосило про своє рішення не продовжувати контракт з Ель Факірі, який завершувався наприкінці сезону: гравець сказав, що, ймовірно, не завершував би кар'єру.

## Кар'єра в збірній
Ель Факірі зіграв 8 матчів за Норвегію. Дебютував за збірну 18 лютого 2004 року, вийшовши у стартовому складі в переможному (4:1) товариському матчі проти Північній Ірландії в Белфасті.

## Кар'єра тренера
Після відходу з Брана Ель Факірі призначенили новим тренером «Ос», середняка 3-го дивізіону, з яким підписав 3-річним контрактом. У серпні наступного року повернувся на футбольне поле у футболці «Оса», зберігаючи посаду тренера.

## Статистика виступів

### Клубна
Станом на 3 листопада 2017.
| Сезон                                | Клуб                                 | Чемпіонат                            | Чемпіонат | Чемпіонат | Нац. кубок | Нац. кубок | Нац. кубок | Єврокубки | Єврокубки | Єврокубки | Суперкубок | Суперкубок | Суперкубок | Загалом | Загалом |
| Сезон                                | Клуб                                 | Змаг.                                | Матчі     | Голи      | Змаг.      | Матчі      | Голи       | Змаг.     | Матчі     | Голи      | Змаг.      | Матчі      | Голи       | Матчі   | Голи    |
| ------------------------------------ | ------------------------------------ | ------------------------------------ | --------- | --------- | ---------- | ---------- | ---------- | --------- | --------- | --------- | ---------- | ---------- | ---------- | ------- | ------- |
| 1995                                 | «Люн» (Осло)                         | 1Д                                   | 11        | 1         | КН         | 5          | 0          | -         | -         | -         | -          | -          | -          | 16      | 1       |
| 1996                                 | «Люн» (Осло)                         | 1Д                                   | 6         | 1         | КН         | 1          | 0          | -         | -         | -         | -          | -          | -          | 7       | 1       |
| 1997                                 | «Люн» (Осло)                         | ЕС                                   | 21        | 1         | КН         | 3          | 1          | -         | -         | -         | -          | -          | -          | 24      | 2       |
| 1998                                 | «Люн» (Осло)                         | 1Д                                   | 23        | 2         | КН         | 2          | 0          | -         | -         | -         | -          | -          | -          | 25      | 2       |
| 1999                                 | «Люн» (Осло)                         | 1Д                                   | 25        | 3         | КН         | 4          | 0          | -         | -         | -         | -          | -          | -          | 29      | 3       |
| січ.-бер. 2000                       | «Бранн»                              | ЕС                                   | 9         | 3         | КН         | -          | -          | -         | -         | -         | -          | -          | -          | 9       | 3       |
| лип. 2000-січ. 2001                  | «Монако»                             | Д1                                   | 0         | 0         | КФ+КЛ      | 0          | 0          | ЛЧУ       | 0         | 0         | -          | -          | -          | 0       | 0       |
| січ.-сер. 2001                       | «Люн» (Осло)                         | ЕС                                   | 13        | 1         | КН         | 2          | 0          | -         | -         | -         | -          | -          | -          | 15      | 1       |
| Загалом за «Люн» (Осло)              | Загалом за «Люн» (Осло)              | Загалом за «Люн» (Осло)              | 99        | 8         |            | 17         | 1          |           | -         | -         |            | -          | -          | 116     | 9       |
| сер.-гр. 2001                        | «Русенборг»                          | ЕС                                   | 5         | 0         | КН         | 0          | 0          | ЛЧУ       | 2         | 0         | -          | -          | -          | 7       | 0       |
| січ.-чер. 2002                       | «Русенборг»                          | ЕС                                   | 12        | 0         | КН         | 1          | 0          | ЛЧУ       | -         | -         | -          | -          | -          | 13      | 0       |
| Загалом за «Русенборг»               | Загалом за «Русенборг»               | Загалом за «Русенборг»               | 17        | 0         |            | 1          | 0          |           | 2         | 0         |            | -          | -          | 20      | 0       |
| 2002-2003                            | «Монако»                             | Л1                                   | 15        | 0         | КФ+КЛ      | ?+3        | ?+1        | -         | -         | -         | -          | -          | -          | ?       | ?       |
| 2003-2004                            | «Монако»                             | Л1                                   | 18        | 0         | КФ+КЛ      | 0+1        | 0          | ЛЧУ       | 12        | 0         | -          | -          | -          | 31      | 0       |
| 2004-2005                            | «Монако»                             | Л1                                   | 8         | 0         | КФ+КЛ      | 0+3        | 0+1        | ЛЧУ       | 8         | 0         | -          | -          | -          | 19      | 1       |
| Загалом за «Монако»                  | Загалом за «Монако»                  | Загалом за «Монако»                  | 41        | 0         |            | ?          | ?          |           | 20        | 0         |            | -          | -          | ?       | ?       |
| 2005-2006                            | «Борусія» (Менхенгладбах)            | БЛ                                   | 31        | 1         | КН         | 2          | 1          | -         | -         | -         | -          | -          | -          | 33      | 2       |
| 2006-2007                            | «Борусія» (Менхенгладбах)            | БЛ                                   | 18        | 0         | КН         | 1          | 0          | -         | -         | -         | -          | -          | -          | 19      | 0       |
| Загалом за «Борусію» (Менхенгладбах) | Загалом за «Борусію» (Менхенгладбах) | Загалом за «Борусію» (Менхенгладбах) | 49        | 1         |            | 3          | 1          |           | -         | -         |            | -          | -          | 52      | 2       |
| лип.-гр. 2007                        | «Бранн»                              | ЕС                                   | 9         | 1         | КН         | -          | -          | КУ        | 8         | 0         | -          | -          | -          | 17      | 1       |
| 2008                                 | «Бранн»                              | ЕС                                   | 16        | 0         | КН         | 4          | 0          | ЛЧУ+КУ    | 4+0       | -         | -          | -          | -          | 24      | 0       |
| 2009                                 | «Бранн»                              | ЕС                                   | 27        | 0         | КН         | 5          | 0          | -         | -         | -         | -          | -          | -          | 32      | 0       |
| 2010                                 | «Бранн»                              | ЕС                                   | 25        | 0         | КН         | 2          | 0          | -         | -         | -         | -          | -          | -          | 27      | 0       |
| 2011                                 | «Бранн»                              | ЕС                                   | 30        | 0         | КН         | 5          | 0          | -         | -         | -         | -          | -          | -          | 35      | 0       |
| 2012                                 | «Бранн»                              | ЕС                                   | 11        | 0         | КН         | 4          | 0          | -         | -         | -         | -          | -          | -          | 15      | 0       |
| 2013                                 | «Бранн»                              | ЕС                                   | 16        | 0         | КН         | 2          | 0          | -         | -         | -         | -          | -          | -          | 18      | 0       |
| 2014                                 | «Бранн»                              | ЕС                                   | 16        | 0         | КН         | 3          | 0          | -         | -         | -         | -          | -          | -          | 19      | 0       |
| Загалом за «Бранн»                   | Загалом за «Бранн»                   | Загалом за «Бранн»                   | 159       | 4         |            | 25         | 0          |           | 12        | 0         |            | -          | -          | 200     | 4       |
| сер.-гр. 2015                        | «Ос»                                 | 3Д                                   | 7         | 0         | КН         | -          | -          | -         | -         | -         | -          | -          | -          | 7       | 0       |
| 2016                                 | «Ос»                                 | 3Д                                   | 11        | 0         | КН         | 0          | 0          | -         | -         | -         | -          | -          | -          | 11      | 0       |
| 2017                                 | «Ос»                                 | 3Д                                   | 17        | 0         | КН         | 0          | 0          | -         | -         | -         | -          | -          | -          | 17      | 0       |
| Загалом за «Ос»                      | Загалом за «Ос»                      | Загалом за «Ос»                      | 35        | 0         |            | 0          | 0          |           | -         | -         |            | -          | -          | 35      | 0       |
| Усього за кар'єру                    | Усього за кар'єру                    | Усього за кар'єру                    | 400       | 13        |            | ?          | ?          |           | 34        | 0         |            | -          | -          | ?       | ?       |

### У збірній
| Дата       | Місто   | Господарі            | Результат | Гості     | Турнір           | Голи | Примітки |
| ---------- | ------- | -------------------- | --------- | --------- | ---------------- | ---- | -------- |
| 18-2-2004  | Белфаст | Північна Ірландія    | 1 – 4     | Норвегія  | товариський матч | -    |          |
| 31-3-2004  | Белград | Сербія та Чорногорія | 1 – 0     | Норвегія  | товариський матч | -    | 46'      |
| 28-4-2004  | Осло    | Норвегія             | 3 – 2     | Росія     | товариський матч | -    |          |
| 18-8-2004  | Осло    | Норвегія             | 2 – 2     | Бельгія   | товариський матч | -    | 46'      |
| 16-11-2004 | Лондон  | Австралія            | 2 – 2     | Норвегія  | товариський матч | -    |          |
| 9-2-2005   | Та-Калі | Мальта               | 0 – 3     | Норвегія  | товариський матч | -    | 65'      |
| 17-8-2005  | Осло    | Норвегія             | 0 – 2     | Швейцарія | товариський матч | -    | 87'      |
| 1-3-2006   | Дакар   | Сенегал              | 2 – 1     | Норвегія  | товариський матч | -    | 46'      |
| Усього     |         | Матчів               | 8         |           | Голів            | 0    |          |

## Досягнення
«Русенборг»
- Елітесеріен
  -  Чемпіон (1): 2001
- Елітесеріен
  -  Чемпіон (1): 2007

«Монако»
- Кубок французької ліги
  -  Володар (1): 2002/03
- Ліга чемпіонів УЄФА
  -  Фіналіст (1): 2003/04